# ويليام بلونت
ويليام بلونت (بالإنجليزية: William Blount) هو سياسي أمريكي، ولد في 26 مارس 1749 في وينزور في الولايات المتحدة، وتوفي في 21 مارس 1800 في نوكسفيل في الولايات المتحدة. حزبياً، نشط في الحزب الجمهوري الديمقراطي. وقد انتخب عضو مجلس ولاية تينيسي وانتخب عضو مجلس نواب كارولينا الشمالية وانتخب عضو مجلس الشيوخ الأمريكي (2 أغسطس 1796 – 8 يوليو 1797).

## روابط خارجية
- ويليام بلونت على موقع الموسوعة البريطانية (الإنجليزية)
- ويليام بلونت على موقع إن إن دي بي (الإنجليزية)